# ISO 3166-2:NU
ISO 3166-2:NU – kody ISO 3166-2 dla Niue.
Kody ISO 3166-2 to część standardu ISO 3166 publikowanego przez Międzynarodową Organizację Normalizacyjną. Kody te są przypisywane głównym jednostkom podziału administracyjnego, takim jak np. województwa czy stany, każdego kraju posiadającego kod w standardzie ISO 3166-1. 
Aktualnie (2017) dla Niue nie zdefiniowano kodów dla podjednostek administracyjnych, a Niue, pomimo że jest terytorium stowarzyszonym (terytorium zależnym) Nowej Zelandii, nie posiada kodu ISO 3166-2:NZ wynikającego z podziału terytorialnego tego państwa. 